# Gheorghe Șeitan

###### Gheorghe Șeitan(n. 1949, com. Roșiori, jud. Brăila) este un jurnalist român (1) cu preocupări literare și de natură etno-istorică (2) (3) (4) (5) (6) (8)(9).  A mai fost caracterizat ca fiind ,,etnolog, prozator, istoric cu studii de dacologie ce conturează perspective noi" (10)
Activitatea de jurnalist :
Între anii 1976 -1989 a fost redactor angajat al ziarului ,,Delta" Tulcea – organul de presa al comitetului județean P.C.R. În anul 1990 a înființat și condus gazeta ,,Cronicarul" Tulcea – săptămânal informativ-independent.A colaborat la mai multe publicații, printre care : Ex Ponto-Constanța, Steaua Dobrogei- Tulcea, Cetatea culturală - Cluj, Dacia Magazin - New-York, Boema - Galați, Revista Sud - Bolintin Vale, Daima - Tulcea, Moldova literară - Iași, Fereastra - Mizil, Revista română de versuri și proză -București.
Studii universitare :
După absolvirea școlii elementare din comuna sa natală și a Liceului ,,Alexandru Ioan Cuza" din Galați, Gheorghe Șeitan urmează cursurile Facultății de Ziaristică ( 1976, București)
Activitatea literară :
Debut cu proză scurtă - schița ,,Caracterizarea" - în suplimentul literar-artistic al ziarului ,,Delta" nr. din luna mai 1981
Volume/cărți publicate :
- Se-nvolbură cerul departe (proză scurtă), Ed. Comitetul de cultură Tulcea, 1980
- Zalmoxis în cântecul bătrânesc, Ed. Cronicarul Tulcea, 2003, ISBN : 973 - 03302 - 1
- Cetatea ciocârliilor (proză scurtă),Clubul Mitteleuropa, Viena/Oravița,2019,ISBN: 978-973-0-29212-1
- Miorița vine din cer, Ed. Ex Ponto, Constanța, 2020, ISBN : 978-606-598-857-6
- Meșterul Manole - o creație criptată, Ed. Ex Ponto, Constanța, 2022, ISBN: 978-606-598-944-3
- Zalmoxis în cântecul bătrânesc. (ed. a II-a), Ed. Ex Ponto, Constanța, 2023, ISBN: 978,630-304-051-6

Volume colective și antologii :
(în care Gheorghe Șeitan este prezent)
- Insula albă. Literatură contemporană la Dunărea de jos, Ed. Ex-Ponto, 2003, pg.329-336, ISBN : 973 - 644 - 232 - 2
- Ion Machidon, Scrieri pentru o posibilă istorie a Amurgului Sentimental,vol.3, Ed. Amurg Sentimental, 2009, pg.131-138, ISBN : 978 - 973 - 678 -366 - 1
- Colecția primăverile cuvântului, Vara visurilor mele, Ed. Amurg Sentimental, 2009, pg.39-42, ISBN : 978 - 973 - 678 - 330 -2
- Al cincilea patriarh, Ed. Intermundus, 2007, pg.73-74, ISBN : 978 - 973 - 87754 -2 - 8
- Mărturisire de credință literară,vol.2, Ed. Carpathia Press, pg. 16, ISBN :978 - 973 - 7609 -37 -3
- Zamolxe - ipoteze-ipostaze-certitudini, antologie de Traian Gruia Gețianu, Ed. Lumina Tipo,2012, pg. 59-60
- Cristina & Ion Nălbitoru, Legendele Lotrului, Antologie, vol. 1, Ed. Franco, Brezoi, 2022, pg. 244 - 249

Apartenența la organizații profesionale :
Membru al Uniunii Ziariștilor Profesioniști din România.
Premii și distincții primite :
- Fundația culturală ,,Dimitrie Bolintineanu" și revista ,,Sud" i-au acordat Premiul II, la Concursul național de creație literară ,,Dimitrie Bolintineanu", ediția 2008, secțiunea eseu (preș. juriu criticul Teodor Vârgolici )
- Editura Amurg Sentimental i-a acordat Premiul I la cea de-a VIII-a ediție a Concursului național de creație literară, ediția 2009, secțiunea proză (preș. juriu scriitorul Ion Machidon)
- Cenaclul ,,Sunetul muzicii" Sebeș-Alba i-a acordat Premiul III, la ediția II-a a Concursului internațional de creație literară ,,Dor de Eminescu, 2013, secțiunea eseu.
- Episcopia Tulcei i-a acordat la 18 noiembrie 2010, ,,Act de apreciere" pentru promovarea valorilor spirituale în școală și în presă.
- Nominalizat la Premiile Asociației Române pentru Patrimoniu, ed. 2007 - 2008
- Laureat al ediției XXX a Festivalului Național de Literatură ,,Eminescu la Oravița" (15 ianuarie 2018)
- Premiu de Excelență acordat de ,,Colocviile Cărășene" ed. 2021, pentru volumul ,,Miorița vine din cer"
- Premiul revistei Ex Ponto ( 7 mai 2022, Constanța) pentru cărțile ,,Miorița vine din cer" și ,,Meșterul Manole - o creației criptată"
- Marele Premiu ,,Mitteleuropa" pentru Etnografie, Etnologie și Folclor (ediția 2024) și ,,Cavaler al artelor din Europa Centrală"

Funcții publice deținute :
Gheorghe Șeitan, în calitate de personalitate independentă politic, a deținut funcția de vice-președinte al Consiliului Provizoriu Județean de Uniune Națională (CPUN)- instituția administrativă care a condus jud. Tulcea , în perioada dintre evenimentele din decembrie 1989 și primele alegeri libere post-comuniste din 1990.(7)
Bibliografie :
- 1). Marian Petcu, Istoria jurnalismului din România, Ed. Polirom, 2012, pg. 724 și 522, ISBN : 978 – 973 – 46 – 3067 – 7
- 2).Situl Biblioteca Județeană ,,Panait Cerna’’ Tulcea : http://tulcealibrary.ro/seitan-gheorghe.itd Arhivat în 6 martie 2016, la Wayback Machine.
- 3). Axenia Hogea, Personalia-  Dicționar biobibliografic, Ed. Ex Ponto, Constanța, 2000,

pg.156, ISBN 973-8227-25-9
- 4). -Florin Grigoriu, Despre alte cărți și alți scriitori, Ed. Scriitorilor Români, București, 2012, pg. 155-156, ISBN 978-973-7700-81-0
- 5). Revista ,,Convorbiri didactice’’, nr. 9-10 / 2005, pg. 41-42, Ed. Casa Corpului Didactic Tulcea.
- 6).Gazeta Tulcea Expres, nr. 40/15 iunie 2007
- 7).Sofia Vrabie, Sfinxul Deltei. Municipiul Tulcea - ghid turistic,2005, Ed. Harfia, pg. 188-189, ISBN : 973-7828-06-2
- 8).Lelia Postolache, Memorie și cunoaștere locală, Ed. Ex-Ponto, 2010, pg.8, ISBN : 978 - 973 - 644 - 943 - 7
- 9).Mărturisire de credință literară, vol.2, Ed. Carpathia Press, 2008, pg. 215, ISBN : 978 - 973 - 7609 - 37 -3
- 10).Gheorghe Bucur, Scriitori tulceni din trecut și de azi. Perspective critice, Karograf,2018, pg.368-374, ISBN: 978-973-0-12610-2
- 11).Oana Dugan, Întâmpinări și speculații, Sărbătoare Publications, Sydney, 2015, pg. 85-89, ISBN: 978-099-244-683-3
- 12).Titi Damian, Lecturi polifonice, Ed. Graph, 2022, pg. 128-138, ISBN: 978-630-6512-47-8
- 13).Gheorghe Păun, La curtea lui Urmuz, vol.3, Ed. Biscara, 2022, pg.72-74, ISBN: 978-606-95411-6-6
- 14).Anastasia Dumitru, Dobrogea noetică. Repere spirituale și (inter)culturale, Ed. Cuantic, 2023, pg. 350 - 361, ISBN: 978-606-95764-2-7

Legături externe :
- http://oanadugan.blogspot.ro/2012/04/gheorghe-seitan-si-revelatia-sacrului.html
- http://monitorcultural.wordpress.com/noua-geografie-literara/gheorghe-seitan-%E2%80%9Ea-aparut-asociatia-scriitorilor-tulceni-aegyssus%E2%80%9C/
- http://arp-romania.com/repere/premiile-patrimoniului-romanesc-editia-2007-nominalizari/ Arhivat în 27 iulie 2013, la Wayback Machine.
- http://tulcealibrary.ro/seitan-gheorghe.itd Arhivat în 6 martie 2016, la Wayback Machine.
- https://uzpr.ro/06/05/2022/gheorghe-seitan-mesterul-manole-o-creatie-criptata-sensul-figurat-al-jertfei-zidirii-si-zalmoxis-ctitor-al-unei-case-de-cult/
- https://argesexpres.ro/index.php/cultura/44682-la-curtea-lui-urmuz-descifrand-minunata-balada-gheorghe-paun
- https://agerpres.ro/comunicate/2022/05/11/comunicat-de-presa-premiile-revistei-ex-ponto-si-premiile-filialei-dobrogea-a-uniunii-scriitorilor-din-romania--916186%5Bnefuncțională%5D